# Jelka
Jelka és un poble i municipi d'Eslovàquia que es troba a la regió de Trnava, a l'oest del país. El 2023 tenia 4.010 habitants.

## Història
La vila fou fundada el 1197.

## Demografia
| Godina             | 1994 | 2004   | 2014   | 2024   |
| ------------------ | ---- | ------ | ------ | ------ |
| Nombre de persones | 3691 | 3908   | 3910   | 3992   |
| Diferència         |      | +5,87% | +0,05% | +2,09% |

| Godina             | 2023 | 2024   |
| ------------------ | ---- | ------ |
| Nombre de persones | 4010 | 3992   |
| Diferència         |      | −0,44% |